# Richmond (Ohio)
Richmond es una villa ubicada en el condado de Jefferson en el estado estadounidense de Ohio. En el Censo de 2010 tenía una población de 481 habitantes y una densidad poblacional de 335,83 personas por km².

## Geografía
Richmond se encuentra ubicada en las coordenadas 40°25′58″N 80°46′19″O / 40.43278, -80.77194. Según la Oficina del Censo de los Estados Unidos, Richmond tiene una superficie total de 1.43 km², de la cual 1.43 km² corresponden a tierra firme y (0%) 0 km² es agua.

## Demografía
Según el censo de 2010, había 481 personas residiendo en Richmond. La densidad de población era de 335,83 hab./km². De los 481 habitantes, Richmond estaba compuesto por el 98.75% blancos, el 0.62% eran afroamericanos, el 0% eran amerindios, el 0.42% eran asiáticos, el 0% eran isleños del Pacífico, el 0% eran de otras razas y el 0.21% pertenecían a dos o más razas. Del total de la población el 0.83% eran hispanos o latinos de cualquier raza.